# Pirottaea bresadolae
Pirottaea bresadolae är en svampart. Pirottaea bresadolae ingår i släktet Pirottaea, ordningen disksvampar, klassen Leotiomycetes, divisionen sporsäcksvampar och riket svampar.

## Underarter
Arten delas in i följande underarter:
- bartsiae
- bresadolae